# Jean-Yves Lechevallier
Jean-Yves Lechevallier [ʒɑ̃ iv ləʃəvæljeɪ] nacido en 1946 en Ruan, Normandía es un artista visual, escultor y pintor francés. 
Ganó el premio de la asociación Robert Schuman para Europa: La Llama de Europa en 1977 por el 20.º aniversario de los Tratados de Roma.

La escultura fue inaugurada en presencia del presidente del Senado y del príncipe Otto de Habsburgo.

## Biografía
Su padre trabajó como arquitecto, así como un niño, creció rodeado de planos, dibujos y modelos.
Su primera talla era de una piedra traída de un viaje de vacaciones a Les Baux-de-Provence. Unos años más tarde, en 1961, a la edad de 15 años, tuvo su primera exposición personal de esculturas de animales (piedra de Provence) - tallada a mano - en la Galería Prigent en Ruan.
En 1966, a los 20 años, obtuvo su primer encargo de un amigo de la familia, el arquitecto urbanista Robert Louard que estuvo en carga de nueva construcción en la Isla Lacroix en Ruan.
Se graduó de la Escuela Regional de Bellas Artes de Ruan y de la ENSAD, Escuela Nacional Superior de Arte y Diseño en París.
Trabajó primero como creador de modelo por el Arquitecto Badini.

## Trabajo artístico
Jean Yves Lechevallier está influenciado por los pensamientos del poeta y escultor  Jean Arp especialmente redunda las nociones de Naturaleza y Escultura.
Su obra es muy diversa en cuanto a la composición, los materiales y el estilo; crea alto y bajo relieves, murales y mosaicos, estatuas y cariátides y piezas monumentales. Los materiales incluyen maderas exóticas, piedra y mármol, metales como el cobre, el aluminio, el bronce, el acero y finalmente el poliéster.
Durante los años de la reconstrucción posguerra y más allá, gracias a la política cultural francesa y al apoyo subsidiado para las artes del Estado, Lechevallier fue comisionado para producir obras por ambos municipios y el Estado francés.
Hoy en día, estas obras son parte del paisaje arquitectónico en ciudades de Francia, principalmente en Normandia, París y la Riviera francesa. Se puede ver las en lugares públicos como jardines, plazas, estaciones de bomberos o de policía, escuelas e instituciones de educación superior, en complejos residenciales así como en parques naturales como La Croix des Gardes alta por encima de la ciudad de Cannes.
Lechevallier se especializa en piezas monumentales al aire libre, como lo dice Corinne Schuler en Los senderos de la escultura, en la página 18: "By forcing art into confined spaces, you lose so much in terms of its beauty." T. "Al forzar el arte en espacios confinados, se pierde tanto en términos de su belleza."
Dos ejemplos de esto son Croix des Gardes y Point d'orgue:
- Point d'orgue colgada en las rocas arriba la entrada del túnel, en la carretera principal que conduce a Mónaco[6] refleja con sus superficies convexas de acero pulido las luces y los colores cambiantes del paisaje desde el suave amanecer al brillante mediodía, hasta al atardecer y la noche cuando los faros de los coches y los señales de la carretera entran en escena.
- Croix des Gardes es una estructura diseñada en acero centelleante al cima de la colina con vistas al mar Mediterráneo, perteneciendo así a la antigua tradición de las construcciones simbólicas a gran altura dominando amplios horizontes. Hoy en día, luces de advertencia son unidas a la escultura para guiar a los aviones que aterrizan acerca en el aeropuerto de Niza.

Una otra de las especialidades de Lechevallier es Fuentes, entre estos:
- Fuente Cristaux[8] - en París, homenaje al músico Béla Bartók es una transcripción escultural de las investigaciones en armonía tonal del compositor.
- Fuente Polypores en París, aparece en la película musical de 1997 de Alain Resnais: On connaît la chanson.[9]

## Obras más notables
Una selección:
- Voile, Vela - Isla Lacroix en Ruan, 1966
- Fleurs d'eau, Flores de agua  (fuente) acerca del Sena, Ruan, 1975
- La Llama de Europa,  en Scy-Chazelles,1977
- Cristaux (fuente) homenaje al compositor Béla Bartók, París, 1980
- Polypores (fuente) inspirada de las setas Polyporus fomentarius,[10] París, 1983
- Concretion , Concreción (fuente) en Théoule-sur-Mer,[11] 1987
- Humakos en Peymeinade, 1989
- Croix des Gardes, en Cannes a donde servicios religiosos se celebran en ocasiones,[12] 1990.
- Aile Entravée, ala encadenada, diseñada durante  la Guerra del Golfo en los Jardines del Museo de Bellas Artes de Menton,[13][14]  1991
- Point d'orgue, túnel de Mónaco, 1992
- Stucturation F1 para Ferrari en Maranello, Italia[15][16] que Incorpora el cuerpo de la F1 creada para el piloto de carreras Michael Schumacher, 2002
- Spirale (fuente) en Saint-Tropez,[17] 2007
- Fungia (Fuente) en Draguignan,[18] 2007
- Red Love,[19][20] 2009

Más obras existen en privadas colecciones en Alemania, Francia, Mónaco así como en los Estados Unidos.

## Galería de imágenes

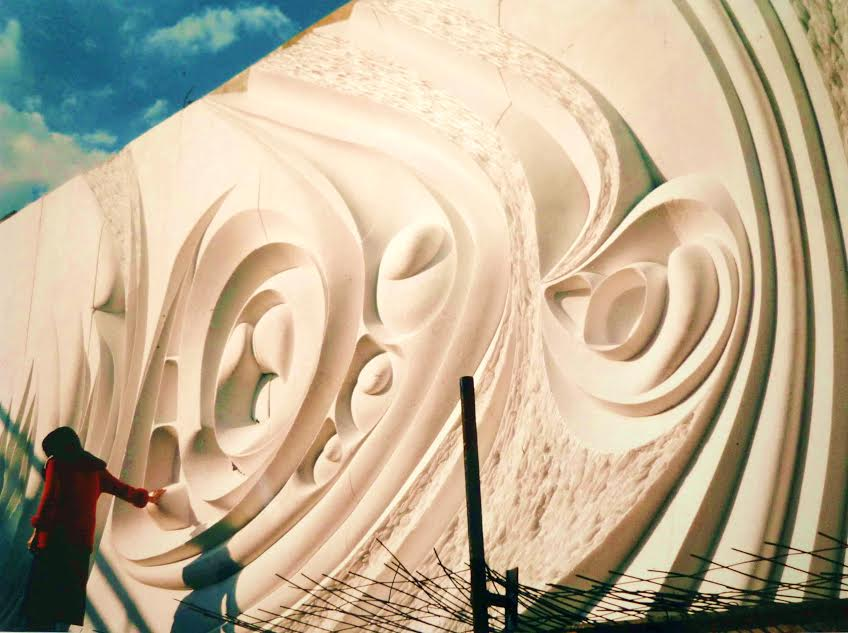
High relief La lutte des élements
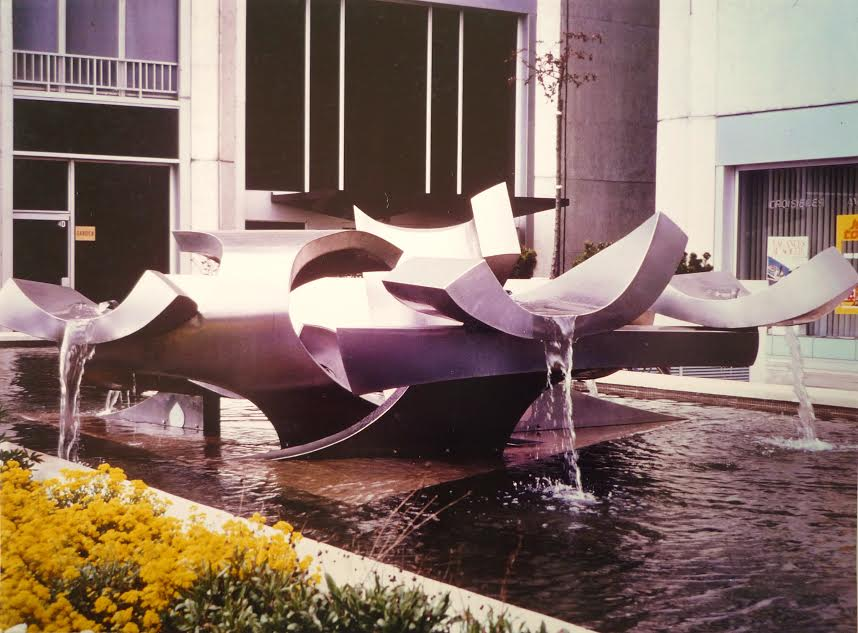
Fountain Fleurs d'eau, Rouen
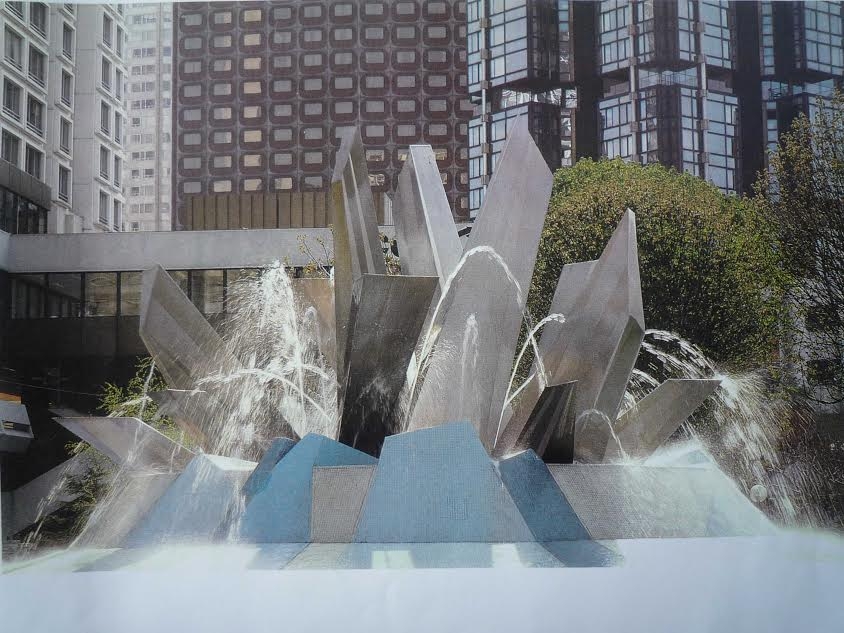
Fountain Cristaux, Paris
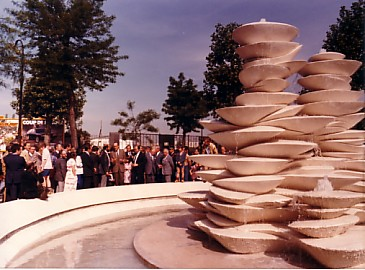
Fountain Polypores, Paris
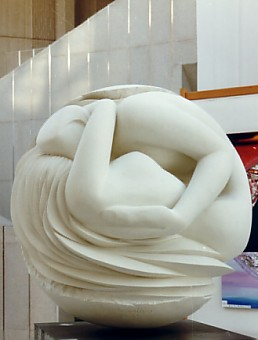
Sculpture Humakos V, Peymeinade,
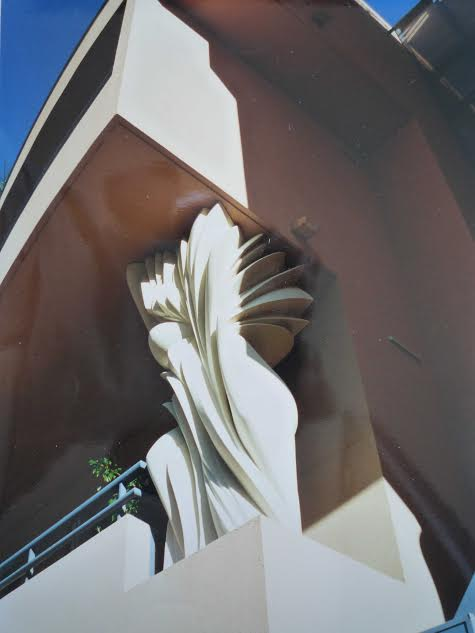
2 Caryatides. Théoule sur Mer
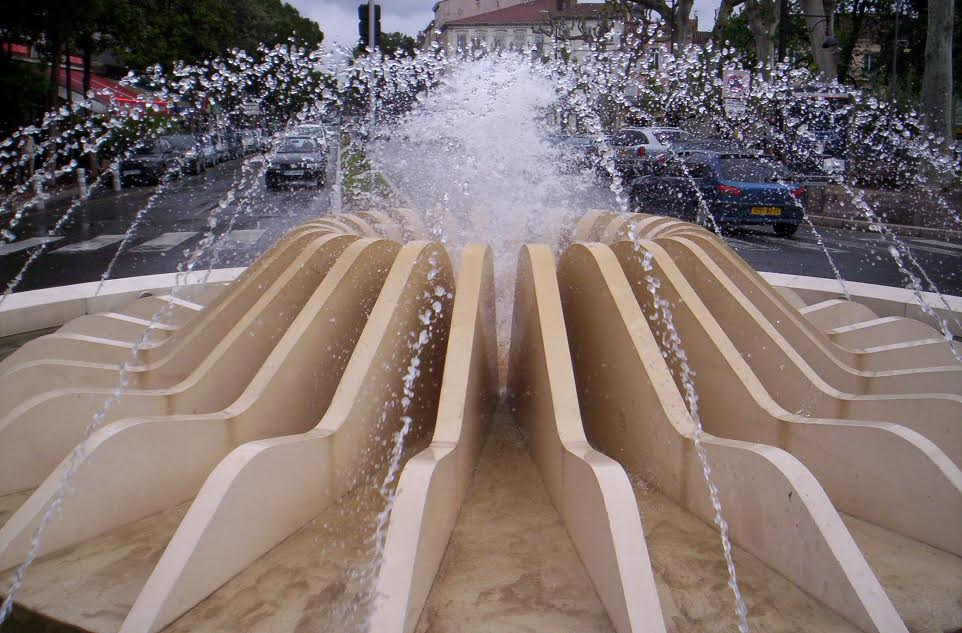
Fountain Fungia, Draguignan

## Exposiciones, ferias de arte y premios
Una selección:
- Museo de Arte Moderno, Enzo  Pagani Fundación[22] Castellanza, (Va) Italia, 1973
- Museo Municipal de Mougins (esculturas, pinturas y pasteles), 1993
- Chapelle Saint Jean Baptiste de Saint Jeannet (Galería Quadrige), 1995
- Senderos de la Escultura, Polo Club de Saint Tropez, 2010
- Feria "Réalités Nouvelles", París, 1972
- Feria "Salón de Mayo", París, 1999
- Premio más alto en Escultura del campamento espacial de Patrick Baudry, 1991
- Premio de Honor de la ciudad de Grasse, Exposición: Para Europa, 1990
- Seleccionado para la Fujisankei Utsukushi-Ga-Hara por el Museo al Aire Libre de Hakone en Japón (Humakos V), 1993[23]